# Елбльонгски окръг
Елбльонгски окръг (на полски: Powiat elbląski) е окръг в Североизточна Полша, Варминско-Мазурско войводство. Заема площ от 1415,58 км2. Административен център е град Елбльонг, който не е част от окръга.

## География
Окръгът обхваща земи от историческите области Погезания и Помезания. Разположен е в северозападната част на войводството.

## Население
Населението на окръга възлиза на 58 411 души(2012 г.). Гъстотата е 41 души/км2.

## Административно деление
Административно окръгът е разделен на 9 общини.
Градско-селски общини:
- Община Млинари
- Община Пасленк
- Община Толкмицко

Селски общини:
- Община Годково
- Община Гроново Елбльонско
- Община Елбльонг
- Община Маркуси
- Община Милейево
- Община Рихлики

## Галерия
- Млинари
- Пасленк
- Толкмицко